# GNOME 鑰匙圈
GNOME 鑰匙圈（GNOME Keyring）是以守护进程（Daemon）方式執行的后台程序，用來處理諸如使用者名稱、密碼等安全認證功能。
由GNOME鑰匙圈產生的金鑰組文件（keyring file）為儲放在GNOME鑰匙圈使用者的個人家目錄下。金鑰組檔可應用在作為登入介面時的認證功能，讓使用者不必去強記個人的系統登入密碼。
GNOME鑰匙圈在守護行程下的程序名稱為『gnome-keyring-daemon』，並透用函式庫『libgnome-keyring』來儲存或向使用者要求密碼內容‧
GNOME鑰匙圈是GNOME桌面環境下可使用的應用程式之一。

## GNOME 鑰匙圈管理員
GNOME 鑰匙圈管理員（GNOME Keyring Manager）為GNOME鑰匙圈在GNOME桌面環境下的使用者操控介面。但從GNOME 2.22版本後被Seahorse給替換。